# 帕爾卡區 (萬卡韋利卡省)
帕爾卡區（西班牙語：Distrito de Palca），是秘魯的一個區，位於該國中南部萬卡韋利卡大區的萬卡韋利卡省，始建於1959年6月8日，面積82.08平方公里，海拔高度3,650米，2005年人口3,527，人口密度每平方公里43人。